# Большая Мось
Большая Мось — деревня в Пермском районе Пермского края. Входит в состав Фроловского сельского поселения.

## Географическое положение
Расположена на берегах малой реки Мось примерно в 8 км к северо-востоку от административного центра поселения, села Фролы, и в 15 км к юго-востоку от центра города Перми.

## Население
| 2008 | 2010 |
| ---- | ---- |
| 107  | ↗141 |

## Улицы[2]
- Александрийская ул.
- Архитектурная ул.
- Береговая ул.
- Веселая ул.
- Весенний пер.
- Весенняя ул.
- Вишневая ул.
- Восточная ул.
- Генерала Раевского ул.
- Ермака ул.
- Есенина ул.
- Заречная ул.
- Звездная ул.
- Кедровая ул.
- Лермонтова ул.
- Лесная ул.
- Липовая ул.
- Луговая ул.
- Мариинская ул.
- Медовая ул.
- Мирная ул.
- Николаевская ул.
- Никольский пер.
- Новая ул.
- Озерная ул.
- Олимпийская ул.
- Павловская ул.
- Первоцветный пер.
- Покровская ул.
- Полевая ул.
- Радужная ул.
- Радужный пер.
- Раздольная ул.
- Рассветный пер.
- Речная ул.
- Родниковая ул.
- Рождественская ул.
- Ромашковая ул.
- Русский пер.
- Рябиновая ул.
- Садовая ул.
- Светлая ул.
- Светлый пер.
- Свободы ул.
- Серебряная ул.
- Солнечная ул.
- Сосновая ул.
- Сосновый пер.
- Сосновый ул.
- Строителей ул.
- Счастья ул.
- Тенистый пер.
- Тихвинская ул.
- Трактовая ул.
- Утренняя ул.
- Уютная ул.
- Цветущий пер.
- Центральная ул.
- Центральный пер.
- Школьная ул.
- Юбилейная ул.
- Янтарная ул.

## Топографические карты
- Лист карты O-40-77 Юг. Масштаб: 1 : 100 000. Состояние местности на 1983 год. Издание 1985 г.